# タイグエン市
タイグエン市 （ベトナム語：Thành phố Thái Nguyên / 城庯太原?  発音） はベトナムのタイグエン省の省都である。

## 歴史
1917年8月から1918年1月まで、タイグエン蜂起が行われていた。
1962年10月19日にタイグエン省の省都となった。1965年からはバクタイ省（北太省、Tỉnh Bắc Thái）の省都となり、1996年11月6日にタイグエン省が復帰すると再び省都となった。

## 行政区画
以下の21坊11社から構成される。
- カムザー坊（Cam Giá / 甘蔗）
- チュアハン坊（Chùa Hang / 厨𧯄）
- ドンバム坊（Đồng Bẩm / 同禀）
- ドンクアン坊（Đồng Quang / 同光）
- ザーサン坊（Gia Sàng / 嘉床）
- フオンソン坊（Hương Sơn / 香山）
- クアンチエウ坊（Quán Triều / 觀朝）
- クアンチュン坊（Quang Trung / 光中）
- ホアンヴァントゥー坊（Hoàng Văn Thụ / 黃文樹）
- ファンディンフン坊（Phan Đình Phùng / 潘廷逢）
- フーサー坊（Phú Xá / 富舍）
- クアンヴィン坊（Quang Vinh / 光永）
- タンラップ坊（Tân Lập / 新立）
- タンロン坊（Tân Long / 新隆）
- タンタイン坊（Tân Thành / 新誠）
- タンティン坊（Tân Thịnh / 新盛）
- ティンダン坊（Thịnh Đán / 盛旦）
- ティックルオン坊（Tích Lương / 積良）
- チュンタイン坊（Trung Thành / 忠誠）
- チュンヴオン坊（Trưng Vương / 征王）
- トゥクズエン坊（Túc Duyên / 宿緣）
- カオガン社（Cao Ngạn / 高岸）
- ドンリエン社（Đồng Liên / 同連）
- ホントゥオン社（Huống Thượng / 況上）
- リンソン社（Linh Sơn / 靈山）
- フックハ社（Phúc Hà / 福河）
- フックチウ社（Phúc Trìu / 福抽）
- フックスアン社（Phúc Xuân / 福春）
- クィエトタン社（Quyết Thắng / 決勝）
- ソンカム社（Sơn Cẩm / 山錦）
- タンクオン社（Tân Cương / 新綱）
- ティンドゥク社（Thịnh Đức / 盛德）